# Cumella cana
Cumella cana är en kräftdjursart som beskrevs av Hale 1945. Cumella cana ingår i släktet Cumella och familjen Nannastacidae. Inga underarter finns listade i Catalogue of Life.